# Richard Schipke

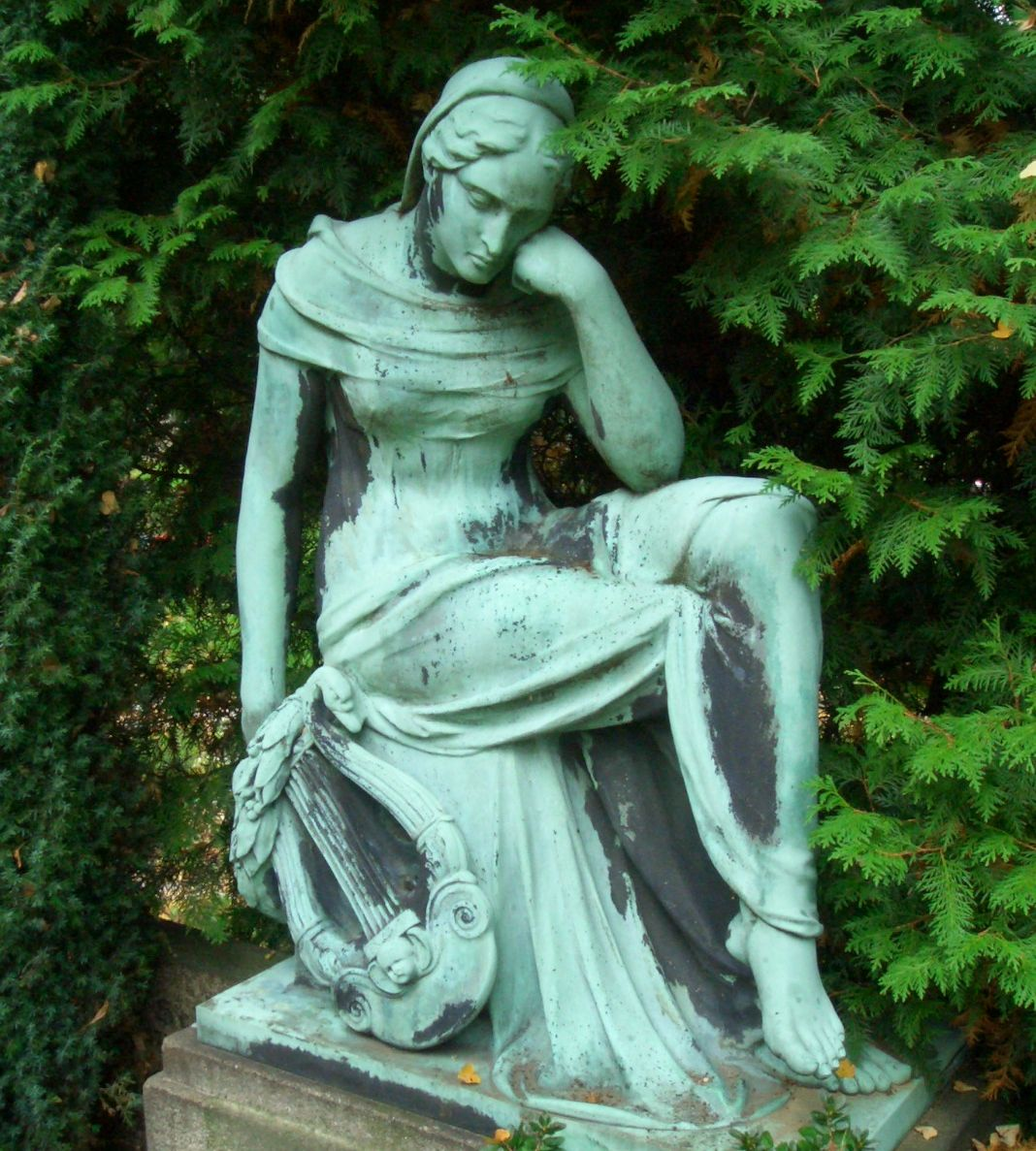
Rzeźba Matka Ziemia na grobowcu rodzinnym Otto Schuriga w Plauen

Richard Schipke (ur. 31 lipca 1874 w Radomierzycach, zm. 27 października 1932 we Wrocławiu) – niemiecki rzeźbiarz tworzący we Wrocławiu. 
Kształcił się w pracowniach Alberta Rachnera oraz Christiana Behrensa. Od roku 1905 zatrudniony był na stanowisku profesora w Miejskiej Szkole Rękodzielnictwa i Przemysłu Artystycznego, gdzie do swojej śmierci prowadził klasę rzeźby. Zajmował się głównie kamienną rzeźbą kameralną, portretową i nagrobkową. Oprócz kamienia tworzywem jego rzeźb był także brąz, drewno i ceramika.
Współpracował ze znanymi wrocławskimi architektami, takimi jak: Richard i Paul Ehrlichowie czy spółka Alfreda Böttchera i Richarda Gaze, tworząc dla nich detale rzeźbiarskie elewacji jak i wnętrz w projektowanych przez nich budynkach we Wrocławiu. Owocem tej współpracy były m.in. rzeźby zdobiące willę Paula Ehrlicha przy ul. Jastrzębiej, rzeźby na fasadzie domu towarowego Juliusa Schottländera przy  ul. Świdnickiej i kamienny relief przedstawiający scenę chrztu Chrystusa nad wejściem do kościoła św. Augustyna przy ul. Sudeckiej. Oprócz tego do najważniejszych jego dzieł kamieniarskich zalicza się detale zdobiące: budynki otwartej w roku 1910 Królewskiej Wyższej Szkoły Technicznej we Wrocławiu, kamienne figury na elewacjach hotelu Deutsches Haus i nieistniejącej szkoły ludowej przy ul. Kłodnickiej na Popowicach oraz  ratusza w Kamiennej Górze. 
Był autorem pomnika Friedricha Friesena wykonanego z głazu narzutowego ozdobionego brązowym tondem z jego podobizną. Pomnik odsłonięty w roku 1913 znajdował się do pierwszych lat powojennych na placu Westerplatte (dawniej Friesenplatz), a od 1967 znajduje się na dziedzińcu LO nr 1 przy ul. Poniatowskiego, tondo z Friesenem zastąpiono tablica poświęconą Gallowi Anonimowi. 